# Atsushi Naono
Atsushi Naono (直野 敦 Naono Atsushi?) (n. 18 martie 1929, Ōita, Japonia) este un profesor universitar și traducător japonez specializat pe limbi est-europene, în special limba română. 

## Biografie
După ce și-a încheiat studiile la Facultatea de Literatură (secția franceză) a Universității din Tokio, a absolvit în 1957 cursuri de masterat la Facultatea de Științe Sociale a Universității Hitotsubashi.
Începând din 1958 a studiat timp de 7 ani la Universitatea din București, după care s-a întors în Japonia.
A publicat o serie de traduceri din literatura română, în paralel cu activitatea didactică pe care a început-o în 1969. A fost, pe rând, lector, conferențiar și în cele din urmă profesor universitar la Facultatea de Științe Pedagogice a Universității Tokio. S-a pensionat în 1989 de la Universitatea Tokio, dar a rămas ca profesor emerit al aceleiași universități. Până în 2004 a fost profesor și șef de catedră la secția de literatură a Universității Bunka Joshi Daigaku din Tokio.

## Opera (selecție)
- ルーマニヤ語文法入門 大学書林 (Introducere în gramatica limbii române, 1967)
- ルーマニア語会話練習帖 大学書林 (Manual de conversație japonez-englez-român, 1974)
- ルーマニア語基礎1500語 大学書林 (1500 de cuvinte românești, 1975)
- ルーマニア語小辞典 大学書林 (Dicționar român-japonez, 1976)
- ルーマニア語の入門 白水社 (Introducere în limba română, 1977)
- ルーマニア語基本文1000 大学書林 (1000 de propoziții românești, 1980)
- バルカン半島におけるルーマニア系言語 (Dialecte ale limbii române în Peninsula Balcanică), Mediterranean World, vol. 84, nr. 6, Ed. Nipponhyoronsha, 1980 ISSN 0018-2818[1]
- ルーマニア語辞典 大学書林 (Dicționar român-japonez, 1984)
- アルバニア語基礎1500語 大学書林 (Limba română, 1500 de cuvinte, 1986)
- ルーマニア語分類単語集 大学書林 (Cuvinte românești după categorii, 1986)
- アルバニア語入門, 大学書林 (Introducere în limba albaneză, 1986)[2]
- 東欧を知る事典」(Dicționar al Europei de Est) (coautor, Editura Heibonsha), 2001
- 文明の十字路-東欧 (Civilizația la răscruce - Europa de Est) (coautor, 1992) ISBN: 4-8329-0181-8

## Traduceri (selecție)
- 歴史における個人の役割 プレハーノフ 西牟田久雄共訳 未來社 (Gheorgi Plehanov, Rolul individului în istorie, 1956)
- チムール小年隊 A.ガイダール 岩波少年文庫 (A. Gaidar, Timur și detașamentul său, 1957)
- 世界文学におけるロシア・リアリズム ジェルジ・ルカーチ 西牟田久雄共訳 洋々社 (György Lukács, Realismul rusesc în literatura universală, 1957)
- キンタ横町の少年たち ナジ・イシュトバン 新日本出版社 (Nagy István, Tinerii, 1967)
- 現代東欧文学全集第9 はだしのダリエ スタンク 恒文社 (Literatură est-europeană contemporană, Vol. 9, Zaharia Stancu, Desculț, 1967)
- 最後の町 ペトロ・マルコ 新日本出版社 (世界革命文学選) (Petro Marku, Ultimul oraș, 1969)
- 珍しい毛皮 ルーマニア短編集 恒文社 (Nuvele din România, 1974)
- ムントゥリャサ通りで ミルチャ・エリアーデ 法政大学出版局 (Mircea Eliade, Pe strada Mântuleasa, 1977)
- ルーマニアの民話 住谷春也共編訳 恒文社 (Antologie de basme românești, 1978), împreună cu Haruya Sumiya
- バルカンの民話 恒文社 (Basme balcanice, 1980), împreună cu Haruya Sumiya
- ボート遊び, (Vintilă Ivănceanu, O plimbare cu barca), Ed. HakusuiSha
- 仕事机に向かって (Vintilă Ivănceanu, La masa de lucru), Ed. HakusuiSha
- 東京裁判 スミルノーフ,ザイツェフ 川上洸共訳 大月書店 (Smirnov, Zaițev, Tribunalul de la Tokio, 1980)
- 世界のメルヘン16 妖精の女王ドーブラ デサンカ＝マクシモビッチ 講談社 (D. D. Maximovici, Povești din toată lumea, vol. 16, 1981)
- M. サドヴャヌ短篇集,大学書林出版社 (M. Sadoveanu, Nuvele, 1982)
- ホーニヒベルガー博士の秘密 エリアーデ 住谷春也共訳 福武文庫 (Mircea Eliade, Secretul doctorului Honigberger, 1983, 1990)
- ネコになったおきさき 東欧の昔ばなし 小峰書店 (Regina care a devenit pisică, Povești din Europa de Est, 1986)
- 金のリンゴと九羽のクジャク 東欧の昔ばなし 小峰書店 (Mărul de fier și păunul cu 9 aripi, Povești din Europa de Est, 1987)
- エリアーデ幻想小説全集 第1-2巻 住谷春也共訳 作品社 (Mircea Eliade, Povestiri fantastice, vol. 1-2, 2003-2004), coautor, împreună cu Haruya Sumiya